# Мурашко, Михаил Альбертович
Михаи́л Альбе́ртович Мура́шко (род. 9 января 1967, Свердловск, РСФСР, СССР) — российский государственный деятель, врач-гинеколог. Министр здравоохранения Российской Федерации с 21 января 2020 года, (исполняющий обязанности 7—14 мая 2024). Доктор медицинских наук. Действительный государственный советник Российской Федерации 2-го класса.
Из-за вторжения России на Украину находится под персональными международными санкциями ряда стран.

## Биография
Родился в Свердловске в 1967 году. Окончил городскую школу с углублённым изучением физики, математики и химии в 1984 году. После школы поступил в Свердловский государственный медицинский институт (СГМИ), после второго курса был призван рядовым в Вооружённые силы (в то время учащиеся большинства вузов не имели отсрочки) и с 1986 по 1988 годы проходил службу во Внутренних войсках МВД СССР. Уволившись в запас, вернулся в свой институт.
В 1992 году окончил СГМИ, после чего до 1996 года работал врачом-интерном и врачом-акушером-гинекологом Республиканской больницы Республики Коми в Сыктывкаре. В 1996 году был последовательно назначен заместителем главного врача по консультативно-диагностической работе, а затем главным врачом учреждения «Коми Республиканский перинатальный центр». В 1999 году защитил диссертацию на соискание учёной степени кандидата медицинских наук на тему «Особенности течения и исходы родов у женщин с некоторыми видами урогенитальной инфекции». С 1996 по 1999 год занимал пост главного врача Республиканского медицинского объединения. С 2000 по 2006 год работал в должности главного врача Республиканского перинатального центра. В 2005 году защитил диссертацию на соискание учёной степени доктора медицинских наук на тему «Современные аспекты оказания акушерской помощи в регионе с низкой плотностью населения».
В 2006 году перешёл на государственную службу, заняв пост министра здравоохранения Республики Коми. Параллельно с этим, в 2011 и 2012 годах возглавлял кафедру акушерства и гинекологии республиканского филиала Кировской государственной медицинской академии Минздравсоцразвития России, расположенной в Сыктывкаре.
В 2011 году проходил свидетелем по уголовному делу, связанному с закупкой по завышенным ценам компьютерных томографов для лечебных учреждений Коми в 2009 году. Заседания суда неоднократно переносились из-за неявки Мурашко на заседание. 22 ноября 2011 года судья Александр Печинин вновь отложил судебное заседание на 6 декабря, а свидетелей, в число которых входил Мурашко, постановил доставить в суд в принудительном порядке.
В 2012 году назначен на должность заместителя руководителя Федеральной службы по надзору в сфере здравоохранения. С 2013 года был временно исполняющим обязанности руководителя ведомства, а 14 июля 2015 года официально возглавил Росздравнадзор.
21 января 2020 года указом президента России Владимира Путина назначен министром здравоохранения Российской Федерации в Правительстве Михаила Мишустина.
Главный редактор нового рецензируемого медицинского журнала «Национальное здравоохранение».
14 мая 2024 года указом президента России Владимира Путина назначен министром здравоохранения Российской Федерации во втором Правительстве Михаила Мишустина.

## Высказывания
18 июля 2023 года, высказал точку зрения, связанную с женским здоровьем и репродуктивными правами. Он призвал «образовывать россиян со школьной скамьи», что женщинам нужно сначала родить ребёнка и только потом заниматься своим образованием и карьерой:
Объяснять нужно уже фактически со школьной скамьи. <…> Совершенно порочная практика, которая сформировалась в обществе: когда сформировалось убеждение, что женщина должна получить образование, дальше сделать карьеру, материальную базу себе обеспечить и только после этого, уже подходя, так сказать, к такому сложному возрасту репродуктивному, озаботиться деторождениемМихаил Мурашко
Он указал на физиологические рекомендации Минздрава, где говорится о том, что более позднее материнство может привести к проблемам бесплодия, невынашивания и сокращению возможностей для рождения третьего и четвёртого ребёнка. Кроме того, Мурашко также выступил с инициативой ограничить продажу препаратов для медикаментозного прерывания беременности в России.

## Международные санкции
Из-за поддержки российской агрессии и нарушения территориальной целостности Украины во время российско-украинской войны находится под персональными санкциями разных стран.
6 марта 2022 года включён в санкционный список Канады «соратников режима» за «соучастие в неоправданном вторжении России в Украину». Джастин Трюдо отметил, что Мурашко был взят из списка, который составил Алексей Навальный.
Указом президента Украины Владимира Зеленского от 9 июня 2022 года находится под санкциями Украины, так как он «поддерживал и осуществлял действия и политику, которые подрывают территориальную целостность, суверенитет и независимость Украины». В годовщину вторжения России на Украину, с 24 февраля 2023 года, по аналогичным основаниям находится под санкциями Австралии и Новой Зеландии.

## Семья
Женат, имеет двоих детей.

## Награды и премии
- Медаль ордена «За заслуги перед Отечеством» II степени (2018)
- Командор со звездой ордена Заслуг (2021, Венгрия)[21]
- Орден «Честь и слава» II степени (2024, Абхазия) — за вклад в развитие здравоохранения, заслуги в охране здоровья населения, организацию оказания качественной медицинской помощи гражданам Республики Абхазия[22]
- Медаль «За вклад в развитие Евразийского экономического союза» (29 мая 2019, Высший Евразийский экономический совет)[23]
- Медаль «10 лет Евразийскому экономическому союзу» (26 декабря 2024, Высший Евразийский экономический совет)[24]
- Благодарность Правительства Российской Федерации (2018)
- Медаль «В ознаменование 10-летия возвращения Севастополя в Россию» (1 марта 2024) — за социально-экономическое развитие города Севастополя
- нагрудный знак «Отличник здравоохранения» (2014)
- 2 Почётные грамоты Министерства здравоохранения Российской Федерации (2001, 2006)
- медаль «За содействие органам наркоконтроля» (2016)
- медаль «За боевое содружество» (2016)
- медаль «За заслуги перед отечественным здравоохранением» (2016)
- медаль «За заслуги перед Чеченской Республикой» (16 августа 2017) — за заслуги в развитии системы обязательного медицинского страхования Чеченской Республики
- юбилейная медаль «45 лет 3 отдел управления „П“ СЭБ ФСБ России» (2018)
- Памятная медаль «XXII Олимпийские зимние игры и XI Паралимпийские зимние игры 2014 года в г. Сочи» (2014)
- памятная юбилейная медаль МВД России «100 лет международному полицейскому сотрудничеству» (2015)
- памятный знак «Медицинская служба уголовно-исполнительной системы» (2019)
- грамота Союза машиностроителей России (2019)
- Благодарность Министерства здравоохранения Российской Федерации
- Благодарность ФСБ России (2019)
- Почётная грамота Республики Ингушетия (2016)
- Почётная грамота Республики Коми (2004)